# Српска православна црква Рођења Светог Јована Крститеља у Врднику
Српска православна црква Рођења Св. Јована Крститеља у Врднику, насељеном месту на територији општине Ириг, подигнута је 1777. године, док 1832. године новосадски мајстор Матијас Фрелих подиже нови звоник. Представља непокретно културно добро као споменик културе од великог значаја.

## Изглед
Црква посвећена Рођењу Светог Јована Крститеља у Врднику је у основи у облику тролиста. Фасаде су украшене соклом, профилисаним кровним венцем и лезенама, са главним улазом на западној страни. Порту окружује стара ограда од кованог гвожђа са великом двокрилном капијом, данас доста оштећена. Унутрашњост цркве подељена је луцима ослоњеним о снажне пиластре. Сводови су били осликани што се може видети само у траговима, јер је сва унутрашњост прекречена.
Барокни иконостас резао је познати карловачки мајстор Марко Вујатовић 1814. године. Преовлађују флорални мотиви: вазе са цветовима или храстовим гранчицама, свијеним у волуте, концентрисани око главних идејних стожера: престоних икона и царских двери. Иконостас, архијерејски трон, празничне иконе и свод сликао је 1825. године Георгије Бакаловић, такође Карловчанин, ученик Стефана Гавриловића и Јакова Орфелина. У цркви се налази неколико покретних икона и слика непознатих аутора, датованих од 18. до краја 19. века. Богат књижни фонд садржи штампане руске књиге из 18. века, понегде са занимљивим записима врдничких пароха на маргинама.

## Обнова
Обнова цркве је започела 11. марта 2019. године, када су из цркве прво извађене стасидије, тронови и ствари које су биле наслоњене уза зид, односно припрема за подсецање темеља. Средином марта  почело је и подсецање цркве. Нажалост, приликом подсецања пресечена је једна икона са иконостаса која се налазила у доњем левом углу. 14. августа 2019. године је започета обнова пода, под шта се подразумева изношење постојећих плоча и припрема подне површине. Овај посао је завршен 23. августа 2019. године. У октобру 2020. године Аутономна покрајина Војводина је из свог буџета урадила пројекат читавог храма.

## Галерија
- Фотографија цркве са запада
- Фотографија цркве са истока
- Капија на улазу у порту цркве
- Унутрашњост цркве
- Свод изнад амвона
- Иконостас цркве који је осликао Георгије Бакаловић